# Čistecké lahůdkové

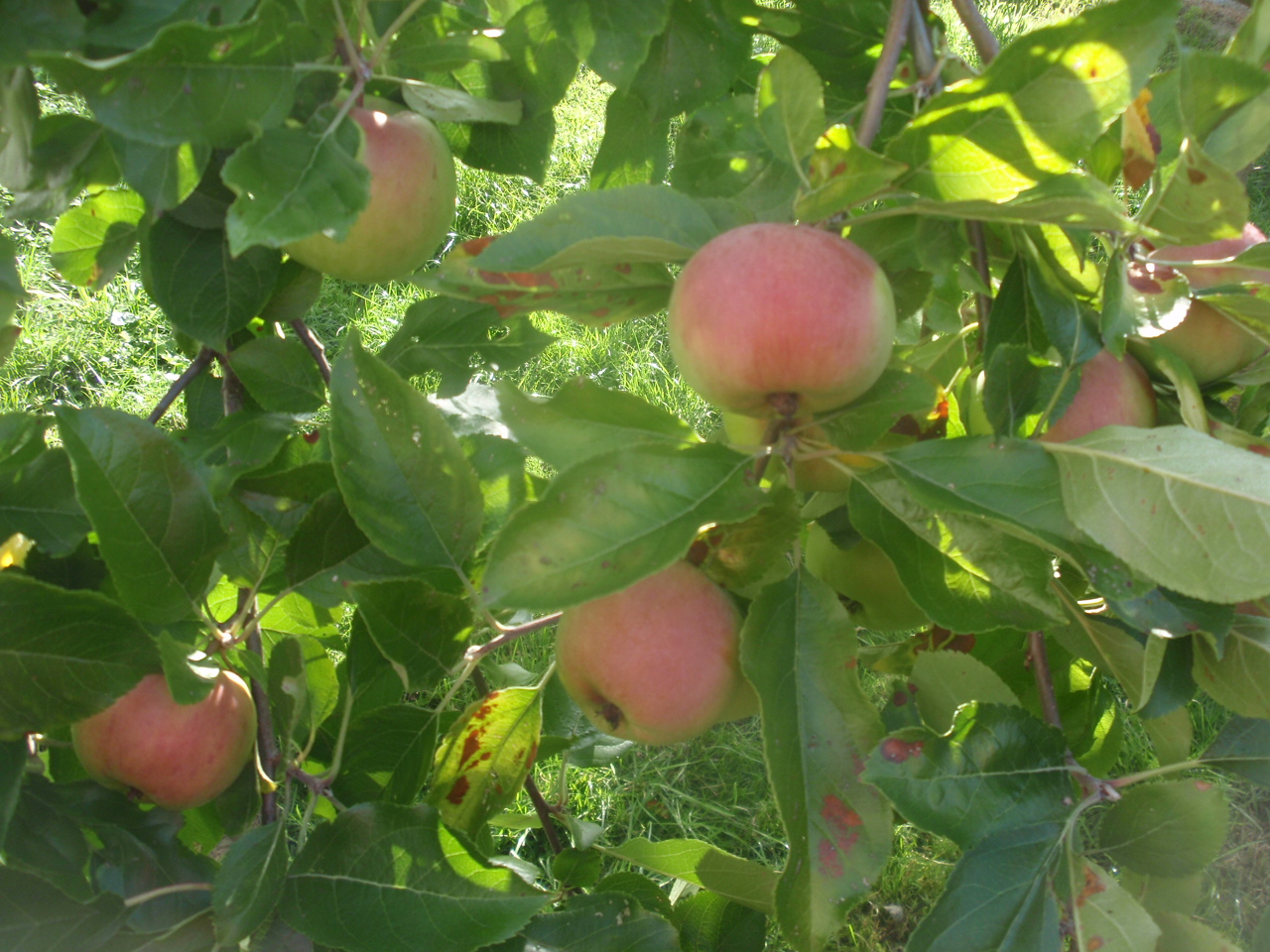

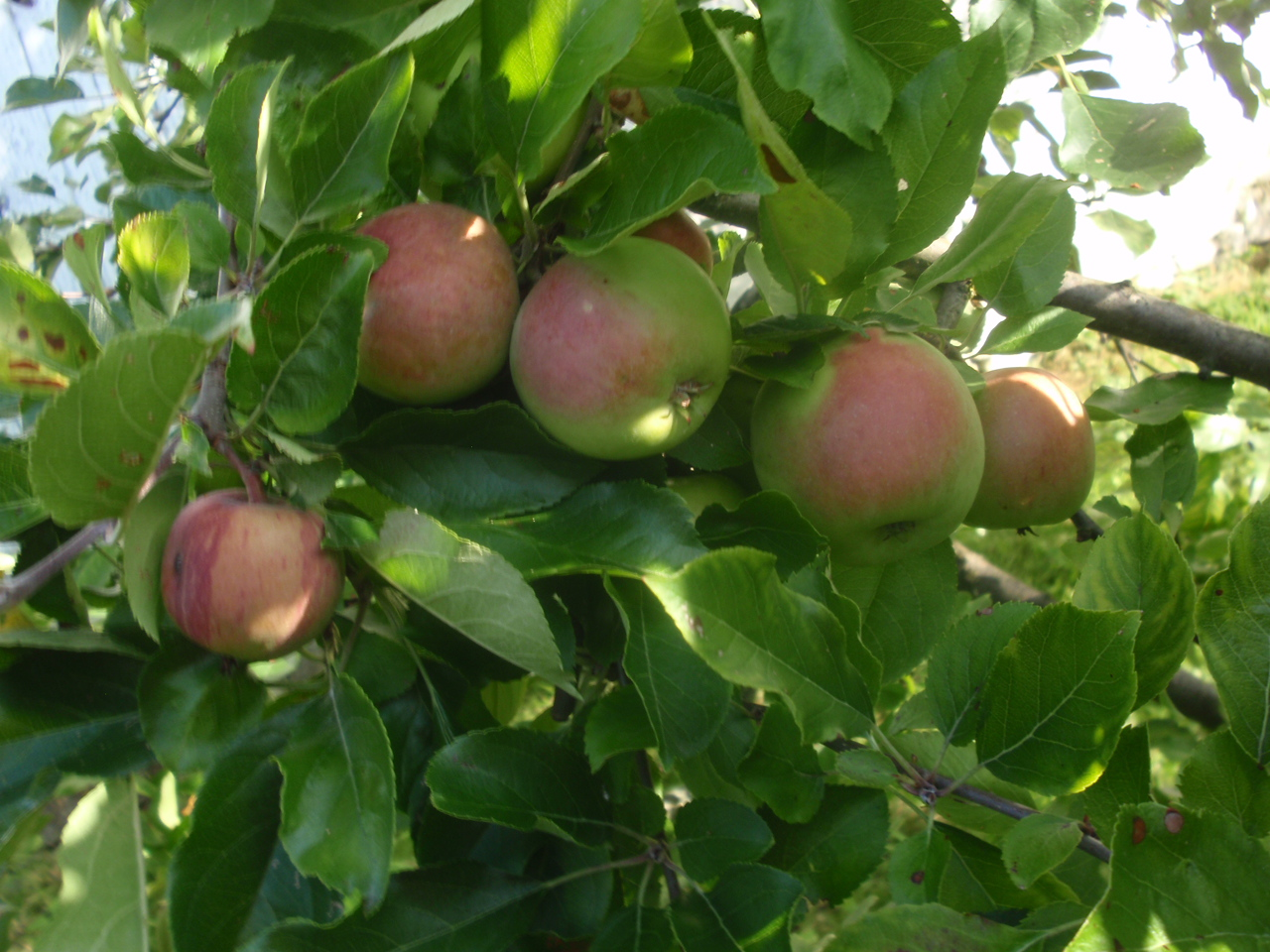

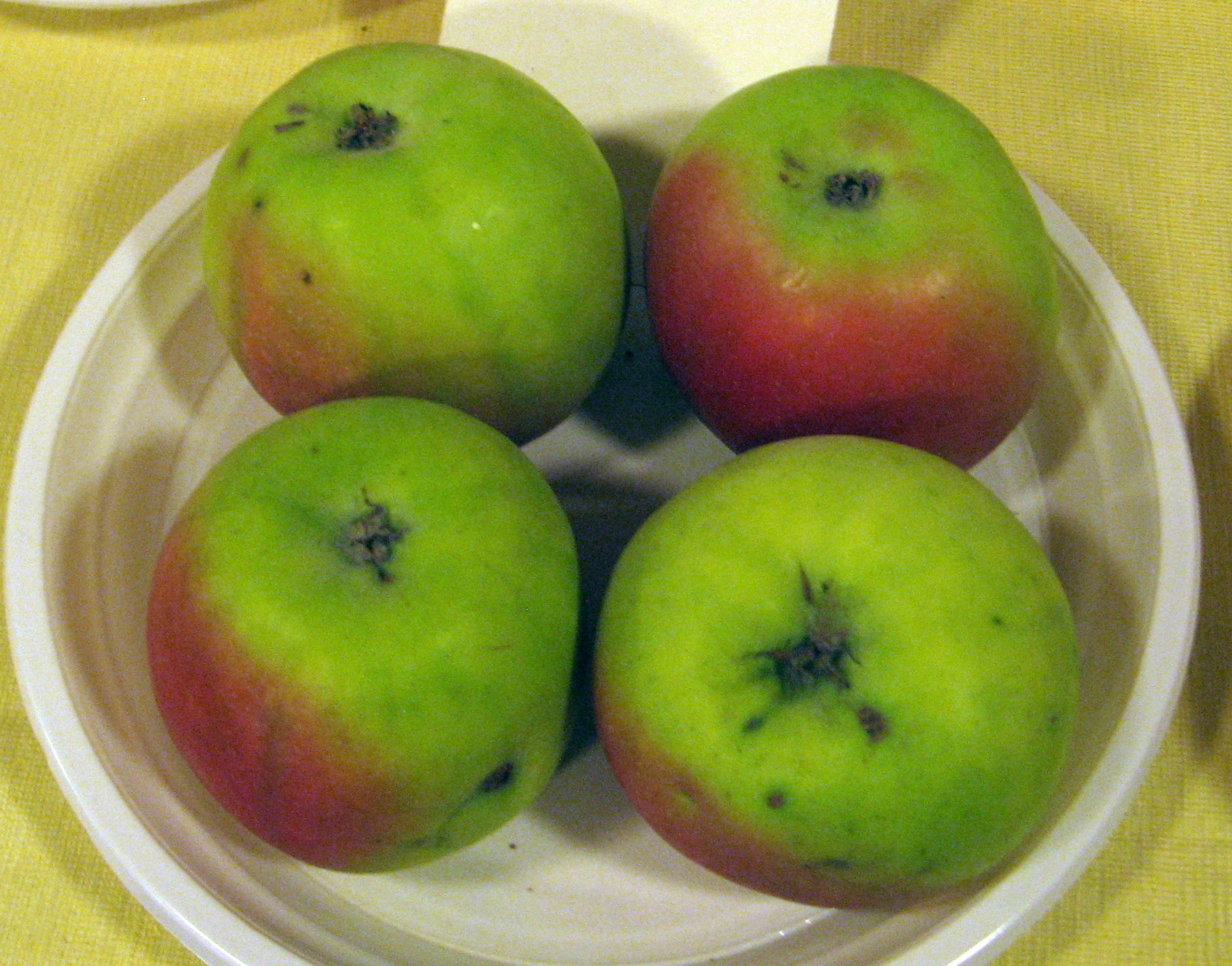

Čistecké lahůdkové (Malus domestica 'Čistecké lahůdkové') je ovocný strom, kultivar druhu jabloň domácí z čeledi růžovitých. Plody jsou řazeny mezi odrůdy zimních jablek, sklízí se v září, dozrává v říjnu, skladovatelné jsou do ledna. Odrůda je považována za silně náchylnou k některým chorobám. Jiné názvy – 'Princezna Luiza', 'Čistecká lahůdka', 'Princesse Louise', 'Princezna Luiza kanadská' a 'Prinzessin Louise'. Na území mimo ČR je také používán název 'Princess Louise' nebo 'Marquis of Lorne'.

## Historie

### Původ
Odrůda byla vyšlechtěna v Kanadě šlechtitelem L. Woolvertonem v Grinmbsi, Ontario, asi v roce 1860. V ČR je rozšířena mutace odrůdy, jenž je šířena pod názvem 'Čistecké lahůdkové'.

## Vlastnosti

### Růst
Růst odrůdy je střední. Koruna kulovitá hustá, během let převisající. Zmlazovací řez snáší špatně.

## Plodnost
Plodí záhy, hojně a poměrně pravidelně.Podle jiných zdrojů je sklizeň středně brzká, dosti pravidelná, ale celkově jen průměrná.

## Plod
Plod je kulovitý až ploše kulovitý, střední až velký. Slupka hladká, bledě zelené zbarvení je překryto zelenožlutou až žlutou barvou s líčkem a mramorováním. Dužnina je bílá se sladce navinulou chutí, jemná, velmi dobrá až výborná. Dužnina po rozkrojení plodu nehnědne.

## Choroby a škůdci
Odrůda je málo odolná proti strupovitosti jabloní a středně odolná k padlí. Podle jiných zdrojů trpí strupovitosti jabloní velmi silně a plody jsou náchylné ke křenčení. Často hnije již na stromě.

## Použití
Je vhodná ke skladování a přímému konzumu. Je velmi náchylná k otlačení a není vhodná k přepravě.